# Journée de la visibilité intersexe
La journée de la visibilité intersexe est une journée internationale créée pour mettre en lumière les droits des personnes intersexes,,,,,,,,,.

## Histoire
L’événement célèbre la première manifestation publique des personnes intersexes en Amérique du Nord, le 26 octobre 1996, en dehors du lieu à Boston, où l'Académie américaine de pédiatrie tenait sa conférence annuelle,. Les activistes intersexes Morgan Holmes et Max Beck ont participé pour la désormais défaite Société Intersexe d’Amérique du Nord, aux côtés d’alliés de Transsexual Menace incluant Riki Wilchins. Holmes a écrit que l’événement était prévu comme une participation à la conférence et non comme une manifestation. Elle déclare que Beck et Holmes avaient l’intention de prononcer un discours, « sur les résultats à long terme et de remettre en question leur opinion toujours répandue que la chirurgie esthétique pour « réparer » les organes génitaux intersexués était la meilleure ligne de conduite », mais ont été « rencontrés, officiellement, avec hostilité et ont été escortés hors de la conférence par des agents de sécurité »,. Ce n'est qu'après que le groupe a manifesté, portant des pancartes disant : « Hermaphrodites With Attitude » (Hermaphrodites avec du caractère).
Le jour de commémoration a quant à lui commencé en 2003, avec la mise en place d'un site central de sensibilisation par Betsy Driver et Emi Koyama. Un site central de sensibilisation a ensuite été rétabli en 2015 par Morgan Carpenter avec Laura Inter de Brújula Intersexual et le soutien de l’Open Society Foundations.
En 2015, Pidgeon Pagonis, qui milite pour les droits des personnes intersexes, crée sur les réseaux sociaux la campagne #intersexstories à l'occasion de cette journée, campagne qui prend une certaine ampleur.